# (6079) Gerokurat
(6079) Gerokurat ist ein Asteroid des Asteroiden-Hauptgürtels, der am 28. Februar 1981 vom US-amerikanischen Astronomen Schelte John Bus am Siding-Spring-Observatorium (IAU-Code 260) in der Nähe von Coonabarabran im Zuge des U.K. Schmidt-Caltech Asteroid Survey entdeckt wurde.
Der Himmelskörper gehört zur Ursula-Familie, einer mehrere Milliarden Jahre alten Asteroidenfamilie, die nach dem Asteroiden (375) Ursula benannt wurde.
Der Asteroid wurde am 24. Juni 2002 nach dem österreichischen Mineralogen und Meteoritenforscher Gero Kurat benannt.